# 聖博德學校
聖博德學校（英語：St. Patrick's School），是香港一所歷史悠久的天主教學校，由天主教香港教區管理，位於九龍橫頭磡富美東街12號，附設聖博德堂，並於2015年踏入創校50週年。

## 學校資料

### 學校歷史
聖博德學校乃天主教香港教區轄下之政府資助男女小學，於一九六五年創辨，初期分為上下午校，而下午校為聖博德天主教小學（蒲崗村道）的前身。至二零零二年，由上午校轉成全日制學校，上午校留在原址，至於下午校（即現時的聖博德天主教小學（蒲崗村道））則遷往蒲崗村道學校村。

### 學校校徵
聖博德曾就地取材，摘取一葉三瓣的「酢漿草」（也可名為「三葉草」，Shamrock）作教具，向聽眾講解「三位一體」的奧義，因此，該校採用「酢漿草」圖案作為校徽。

### 校訓
敬主愛人

### 上課時間
08：15~15：30 (星期一二四五)
08：15~14：10(星期三)
每節35分鐘

## 校舍
聖博德學校面積達33000平方呎，包括24間課室，1個大操場，1個小操場，2個禮堂，4個特別室(音樂室，電腦室，視藝室)，小型多媒體電腦室，小聖堂，儲物室，圖書館，平台，天台，祈禱室，2個教員室，校長室，神父宿舍，2條小道，停車場，空地，告示板空間，1部升降機，沙發空間,001室，002室，003室，004室，005室，006室，007室，三連一樓梯通道，童軍室，體育室，樓梯擺放空間位道，教師電腦室，4個教學閣櫃道，4個校工休息室，2個無障礙通道，1條放少大樓梯，1個剩餘空位通道空間，聖母像，聖博德像，耶穌復活像，各3個男、女洗手間。

## 校政管理

### 歷任校監
- 莫若翰神父(1965-1972)
- 梁富猷神父(1972-1977)
- 林焯煒副主教(1977-1978)
- 曾子光神父(1978-1980)
- 林焯煒副主教(1980-1981)
- 謝鳴之神父(1981-1987)
- 劉蘊遜神父(1987-1994)
- 譚坤神父(1994-2001)[3]
- 倪德文神父(2001-2010)
- 潘樹照先生(2010-2024)
- 李彩燕女士(2024至今)

### 歷任校長
- 彭哲文先生(1965-1976)
- 劉伯榮先生(1976-1999)
- 袁錦銓先生(1999-2003)（上午校）[3]
- 高惠娟女士（下午校）[4]
- 高明先生(2003-2013)
- 楊順先生(2013-2017)
- 張作芳女士(2017-2025)
- 葉春燕女士(2025起)

### 副校長(現任)
- 江德文副校長
- 黃灌濠副校長

## 著名/傑出校友
- 戴志偉：前無線電視藝員[5]
- 劉芷欣：前新聞主播
- 曾錦濤：香港足球運動員[6]
- 周美鳳：香港女企業家及著名經理人[7]
- 麥鑑榮：香港科技大學計算機科學及工程學系副教授[8]
- 林溥來（Patrick Sir）：香港男藝人、補習教師（1985年小三）[9]
- 歐文傑：香港電影編劇、導演
- 韓毓霞：香港女藝人
- 陳珮珊：前香港女藝人